# لوئیجی کارپنتیری
لوئیجی کارپنتیری (ایتالیایی: Luigi Carpentieri؛ ۱۴ دسامبر ۱۹۲۰ – ۱۲ مارس ۱۹۸۷) کارگردان فیلم، تهیه‌کننده فیلم و فیلم‌نامه‌نویس اهل ایتالیا بود.
از فیلم‌هایی که وی در آن‌ها نقش داشته‌است، می‌توان به سیاهرگ طلایی، داستان یوسف و برادرانش، مارکو پولو، انتقام دزدان دریایی، شبح، مردان خشن و همینی‌ام که هستم اشاره نمود.